# Філліс Дороті Джеймс
Філліс Дороті Джеймс (англ. Phyllis Dorothy James; The Right Honourable The Baroness James of Holland Park; відома як англ. P. D. James) — англійська письменниця, пожиттєвий пер. Відома завдяки серії детективних романів за участю головного персонажа Адама Далгліша (Adam Dalgliesh), детектива поліції і поета. Її твори отримали кілька престижних літературних премій.

## Біографія
Народилася в Оксфорді в сім'ї Сідні Віктора Джеймса, податкового інспектора, і Дороті Мері Джеймс, до шлюбу Гоне. За її словами, це була нещаслива сім'я. Вона здобула освіту в Британській школі в Ладлоу та Кембриджській середній школі для дівчат. Її матір помістили в психіатричну лікарню, коли Філліс була підлітком. Їй довелося залишити школу у 16 років, щоб працювати, аби піклуватися про своїх молодших брата Едварда і сестру Моніку, оскільки в її сім'ї не було достатку, а її батько не вірив у вищу освіту для дівчат. Хоча вона вчилася добре, але через такі погляди батька не вступила до університету.
Три роки працювала в податковій службі в Елі, а пізніше знайшла роботу помічниці режисера фестивального театру в Кембриджі. Коли почалася Друга світова війна, вона працювала роздатчицею пайкових карток у Манчестері. Згодом поїхала до Лондона, де вступила в шлюб з Ернестом Коннором Бентрі Вайтом («Коннором»), армійським лікарем, 8 серпня 1941 року. Народила двох дочок, Клер і Джейн. Чоловік повернувся з Другої світової війни психічно хворим і був госпіталізований. Оскільки про її дочок переважно піклувалися батьки чоловіка, Джеймс вивчала адміністрування лікарні, а з 1949 по 1968 рік працювала в раді лікарень у Лондоні. Вона почала писати в середині 1950-х років, використовуючи своє дошлюбне прізвище («Мої гени — гени Джеймс»).
Коли їй виповнилося 40 років, вона зрозуміла, що їй потрібно щось зробити, аби написати роман. Вона подумала, що, мабуть, уже надто пізно, але почала ставити будильник на 5 ранку, встаючи в темряві, щоб попрацювати над книгою до початку серйозних справ її дня. Надіслала готовий рукопис Елейн Грін, лондонському літературному агенту. Грін закінчила читати книгу і того ж вечора пішла на вечерю, де зустріла редактора з «Faber and Faber» і розповіла йому про роман. Це був незвичайний спосіб продажу книжок, але чоловікові з видавництва він сподобався, і Джеймс стала пов'язувати літературне життя з цим видавництвом.
Її перший роман «Закрийте її обличчя», у якому розповідається про Адама Далгліша з Нью-Скотленд-Ярду, який видається старомодним, інтелектуалом і певною мірою представником вищого класу. Роман був опублікований у 1962 році. Прізвище Далгліш походить від вчителя англійської мови в Кембриджській середній школі, а його ім'я — це ім'я батька міс Далгліш. Дія багатьох романів Джеймс розгортається на тлі британської бюрократії, як-от система кримінального правосуддя та Національна служба охорони здоров'я, в якій вона працювала десятиліттями, починаючи з 1940-х років. У багатьох відношеннях стрижень роману нагадує затишні вбивства золотого віку, які відбуваються в сільському будинку з тілом у замкненій кімнаті та старомодним акторським складом, включаючи сільського священника, доброзичливого сільського лікаря та дім для норовливих дівчат.
Через два роки після публікації чоловік Джеймс помер 5 серпня 1964 року. До його смерті Джеймс не відчувала можливості змінити роботу: «Він періодично виписувався з лікарні, іноді на дуже короткий термін, і я ніколи не знала, з чим мені доведеться зіткнутися, коли я повернуся додому з лікарні». Вона подала заявку на посаду директора внутрішньої державної служби і обіймала посади державної службовиці в кількох відділах міністерства внутрішніх справ, включаючи кримінальну секцію. Працювала керівницею на BBC, магістратом у Міддлсексі та Лондоні, членом правління Британської ради та головою літературної консультативної групи Ради мистецтв. Пропрацювала на державній службі до виходу на пенсію в 1979 році.
Після смерті Агати Крісті в 1976 році Джеймс названо новою Королевою злочину (англ. Queen of Crime).
Протягом 1980-х років багато романів Джеймс були адаптовані для телебачення Anglia Television для мережі ITV у Великобританії. Ці постановки транслювалися в інших країнах, у тому числі в США. Рой Марсден (Roy Marsden) зіграв Адама Далгліша. За словами Джеймс в інтерв'ю 3 травня 2001 року в Writer's Guild Theatre, Лос-Анджелес, Марсден «не є моїм баченням Далгліша, але я була би дуже здивована, якби він був іншим». «Замовлення» у 2003 році та «Кімната вбивств» у 2004 році, обидві як одноразові драми з Мартіном Шоу (Martin Shaw) в ролі Далгліша. У фільмі «Далгліш» (2021) Берті Карвел (Bertie Carvel) зіграв головну роль загадкового поета-детектива. Прем'єра шести епізодів, які складаються з трьох частин, відбулася 1 листопада 2021 року в США, а 4 листопада відбулася прем'єра у Великій Британії.
Було небагато авторів-криміналістів, які добре інформовані про свою тему. Тим не менш, і Джеймс припустилася деяких помилок: нібито не знала різниці між сіном і соломою («Смерть експерта-свідка», 1977) або що мовою Ізраїлю є іврит, а не ідиш («Плащаниця для солов'я», 1971).
7 лютого 1991 року Джеймс нагороджена титулом пожиттєвого пера як баронеса Джеймс із Голланд-Парку, Саутволд (Southwold) у графстві Саффолк. Вона засідала в палаті лордів як представниця консервативної партії.
Вона написала одну фантастичну сатиру «Людські діти» (1992, екранізована у 2006 році), дія якої відбувається у 2021 році, про людську расу, якій загрожує вимирання внаслідок безпліддя.
Її твір 2001 року «Смерть у святих орденах» демонструє її знайомство з внутрішньою роботою церковної ієрархії. Її пізніші романи часто розгорталися в певним чином закритій спільноті, наприклад, у видавництві, палаті адвокатів, теологічному коледжі, на острові чи в приватній клініці.
Книга «Розмова про детективну фантастику» (Talking About Detective Fiction) була опублікована в 2009 році. За свою письменницьку кар'єру Джеймс також написала багато есеїв і оповідань для періодичних видань і антологій. У 2011 році вона повідомила, що «Приватний пацієнт» (The Private Patient) був останнім романом про Далгліша.
У 2008 році її ввели до Міжнародної зали слави сценаристів на першій церемонії вручення нагород ITV3 Crime Thriller Awards.
У серпні 2014 року Джеймс була однією із 200 громадських діячів та діячок, які підписали лист до The Guardian, виступаючи проти незалежності Шотландії напередодні вересневого референдуму того року з цього питання.
Головною резиденцією Джеймс був її будинок на Голланд-Парк-авеню, район, звідки вона отримала свій титул. Вона також володіла будинками в Оксфорді та Саутволді.
Джеймс померла у своєму будинку в Оксфорді 27 листопада 2014 року у віці 94 років. У неї залишилися дві доньки, Клер і Джейн, п'ятеро онуків і вісім правнуків.

Одного разу вона сказала, що володіє тим, що Ґрем Ґрін назвав «осколком льоду в серці». 
|  | «Якби мій друг потрапив у біду, я б без вагань обійняла його, щоб втішити, але частина мене спостерігала б за цією сценою». |

## Нагороди
- 1983 року нагороджена орденом Британської імперії у класі «Офіцер (OBE)».
- 1986 року асоційований член Даунінг коледжу, Кембридж (Downing College, Cambridge[en]), 1986.
- 1991 рік — довічне перство, баронеса Джеймс із Голланд-Парку, Саутволд, графство Саффолк.
- 1993 рік — член Королівського літературного товариства
- 1995 рік — член Королівського товариства мистецтв
- 1997—2013 — президент Товариства авторів (Society of Authors[en]).

## Твори

### Серія романів з Адамом Далглішем
- Закрийте її обличчя (1962)
- A Mind to Murder[en] (Розум до вбивства) (1963)
- Unnatural Causes[en] (Неприродні причини) (1967)
- Shroud for a Nightingale[en] (Плащаниця для солов'я) (1971) (отримав премію Срібний кинджал)
- The Black Tower[en] (Чорна башта) (1975)
- Death of an Expert Witness[en] (Смерть експерта-свідка) (1977)
- A Taste for Death[en] (Смак смерті) (1986)
- Devices and Desires[en] (Пристрої та бажання) (1989)
- Original Sin[en] (Первородний гріх) (1994)
- A Certain Justice[en] (Певне правосуддя) (1997)
- Death in Holy Orders[en] (Смерть у священстві) (2001)
- The Murder Room[en] (Кімната вбивств) (2003)
- The Lighthouse[en] (Маяк) (2005)
- The Private Patient[en] (Приватний пацієнт) (2008)

### Романи з Корделією Грей
- An Unsuitable Job for a Woman[en] (Невідповідна робота для жінки) (1972)
- The Skull Beneath the Skin[en] (Череп під шкірою) (1982)

### Інші романи
- Innocent Blood[en] (Невинна кров) (1980)
- The Children of Men[en] (Людські діти) (1992)
- Death Comes to Pemberley[en] (Смерть прийшла до Пемберлі) (2011)

### Нехудожні твори
- The Maul and the Pear Tree[en] (Молот і генеалогічне дерево перів) (1971) разом із Томасом Крічтлі
- Time to Be in Earnest: A Fragment of Autobiography (Час бути серйозним: фрагмент автобіографії) Faber & Faber, London 1999 ISBN 0-571-20396-5
- Talking About Detective Fiction[en] (Розмова про детективний жанр) (2009)

### Збірки оповідань
- The Mistletoe Murder and Other Stories (Вбивство Омели та інші історії) (2016)
- Sleep No More (Більше не спати) (2017)